# Carlo Piccardi (Musikwissenschaftler)
Carlo Piccardi (* 21. Juni 1942 in Astano) ist ein Schweizer Musikwissenschaftler.

## Leben
Carlo Piccardi ist der Sohn des Augusto und der Odile Piccardi. An der Universität Freiburg studierte er unter Luigi Ferdinando Tagliavini. Von 1968 bis 2004 arbeitete er bei der Radiotelevisione Svizzera, zuerst im Fernsehen als Musikproduzent, dann im Radio RSI LA 2, seit 1989 als Leiter der Musikprogramme und seit 1994 als Leiter der Kulturprogramme.
Piccardi ist Autor von Büchern und Aufsätzen in den wichtigsten musikwissenschaftlichen Zeitschriften und wirkte mit an der DEUMM und an der Enciclopedia della musica (Einaudi). Er wohnt (2018) in Carona TI.

## Publikationen
Bücher
- L’occhio del compositore: Ernest Bloch (1880–1959) tra Ticino e Italia. Libreria musicale italiana-Fidia edizioni d’arte, Lucca/Lugano 2009.
- Maestri viennesi: Haydn, Mozart, Beethoven, Schubert. Ricordi-Libreria musicale italiana, Milano/Lucca 2011.
- La rappresentazione della piccola patria: gli spettacoli musicali della Fiera svizzera di Lugano: 1933–1953. Libreria musicale italiana-Casagrande, Lucca/Lugano 2013.

Beiträge
- Carlo Gesualdo: l’aristocrazia come elezione. In Rivista italiana di musicologia. IX, 1974, S. 67–116.
- Realtà e virtualità del decadentismo. In Studi musicali. XIV, 1985, S. 264–350.
- Il messaggio totale di Luigi Nono. In Musica/Realtà. IX/27, Dezember 1988, S. 69–101.
- Mascagni e l’ipotesi del «dramma musicale cinematografico». In Chigiana. XXXXII/2, 1990, S. 453–497.

## Belege
1. ↑  Carlo Piccardi (italienisch) auf ricercamusica.ch/dizionario/
2. ↑  Carlo Piccardi (italienisch) auf rsi.ch/speciali/cultura/elogio-della-follia (abgerufen am: 13. September 2017.)

| Personendaten    | Personendaten                        |
| ---------------- | ------------------------------------ |
| NAME             | Piccardi, Carlo                      |
| KURZBESCHREIBUNG | schweizerischer Musikwissenschaftler |
| GEBURTSDATUM     | 21. Juni 1942                        |
| GEBURTSORT       | Astano                               |